# Priemjer Ligasy (2011)
Sezon (2011) był 20. edycją Priemjer-Ligi – najwyższej piłkarskiej klasy rozgrywkowej w Kazachstanie. Liga liczyła 12 zespołów. Rozgrywki rozpoczęły się 6 marca, a zakończyły się 29 października 2011 roku. Tytułu nie obroniła drużyna Tobył Kostanaj. Nowym mistrzem Kazachstanu został zespół Szachtior Karaganda. Tytuł króla strzelców zdobył Ulugʻbek Baqoyev, który w barwach klubu Żetisu Tałdykorgan strzelił 18 goli.

## Uczestniczące drużyny
| Uczestnicy z poprzedniej edycji                                                                               | Uczestnicy z poprzedniej edycji | Uczestnicy z poprzedniej edycji | Uczestnicy z poprzedniej edycji |
| --- | ------------------------------- | ------------------------------- | ------------------------------- |
| TOB | Toboł Kustanaj                  | 1                               |                                 |
| AKT | Aktöbe FK                       | 2                               |                                 |
| JER | Irtysz Pawłodar                 | 3                               |                                 |
| AST | FK Astana                       | 4                               |                                 |
| ATY | FK Atyrau                       | 5                               |                                 |
| SZK | Szachtior Karaganda             | 6                               |                                 |
| ŻET | Żetisu Tałdykorgan              | 7                               |                                 |
| ORD | Ordabasy Szymkent               | 8                               |                                 |
| TAR | FK Taraz                        | 9                               |                                 |
| KRT | Kajrat Ałmaty                   | 10                              |                                 |
| Spadek z Priemjer-Liga kazachska (2010)                                                                       |                                 |                                 |                                 |
| AKŻ | Akżajyk Orał                    | 11                              |                                 |
| OKO | Okżetpes Kokczetaw              | 12                              |                                 |
| Awans z Birinszi liga (2010)                                                                                  |                                 |                                 |                                 |
| WOS | Wostok Öskemen                  | 1                               |                                 |
| KSR | Kajsar Kyzyłorda                | 2                               |                                 |
| Oznaczenia: - kolumna pierwsza – skróty nazw drużyn, - kolumna trzecia – miejsce zajęte w poprzednim sezonie. |                                 |                                 |                                 |

## Tabela końcowa
| Lp. | Drużyna                 | M  | Z  | R  | P  | Bramki | Bramki | Różn. | Pkt | Uwagi                                        |
| --- | ----------------------- | -- | -- | -- | -- | ------ | ------ | ----- | --- | -------------------------------------------- |
| 1   | Szachtior Karaganda (M) | 32 | 19 | 6  | 7  | 52     | 29     | +23   | 42  | Liga Mistrzów UEFA • II runda kwalifikacyjna |
| 2   | Żetisu Tałdykorgan      | 32 | 19 | 5  | 8  | 51     | 27     | +24   | 38  | Liga Europy UEFA • I runda kwalifikacyjna    |
| 3   | Aktöbe FK               | 32 | 15 | 9  | 8  | 53     | 31     | +22   | 34  | Liga Europy UEFA • I runda kwalifikacyjna    |
| 4   | FK Astana               | 32 | 16 | 7  | 9  | 50     | 37     | +13   | 33  |                                              |
| 5   | Irtysz Pawłodar         | 32 | 15 | 5  | 12 | 50     | 50     | 0     | 32  |                                              |
| 6   | Ordabasy Szymkent       | 32 | 11 | 10 | 11 | 41     | 36     | +5    | 28  | Liga Europy UEFA • I runda kwalifikacyjna1   |
|     |                         |    |    |    |    |        |        |       |     |                                              |
| 7   | Toboł Kustanaj          | 32 | 14 | 3  | 15 | 48     | 44     | +4    | 32  |                                              |
| 8   | Kajsar Kyzyłorda        | 32 | 10 | 5  | 17 | 29     | 53     | −24   | 27  |                                              |
| 9   | FK Taraz                | 32 | 10 | 5  | 17 | 30     | 39     | −9    | 25  |                                              |
| 10  | FK Atyrau               | 32 | 8  | 10 | 14 | 28     | 43     | −15   | 24  |                                              |
| 11  | Kajrat Ałmaty (S)       | 32 | 8  | 8  | 16 | 30     | 49     | −19   | 22  | Spadek do 2012 Birinszi liga                 |
| 12  | Wostok Öskemen (S)      | 32 | 5  | 11 | 16 | 23     | 47     | −24   | 17  | Spadek do 2012 Birinszi liga                 |

## Najlepsi strzelcy
| Lp | Piłkarz              | Drużyna             | Bramki |
| -- | -------------------- | ------------------- | ------ |
| 1  | Ulugʻbek Baqoyev     | Żetisu Tałdykorgan  | 18     |
| 2  | Sergej Chiżniczenko  | Szachtior Karaganda | 16     |
| 3  | Malick Mane          | FK Aktöbe           | 12     |
| 3  | Dragan Bogavac       | FK Astana           | 12     |
| 3  | Sergej Gridin        | Tobył Kostanaj      | 12     |
| 6  | Dałrenbek Tażimbetow | Ordabasy Szymkent   | 11     |
| 7  | Marat Chajrullin     | FK Aktöbe           | 10     |
| 7  | Gleb Malcew          | Jertis Pawłodar     | 10     |
| 7  | Nurboł Żumaskalijew  | FK Astana           | 10     |
| 7  | Konstantin Gołowskoj | Kajrat Ałmaty       | 10     |
| 11 | Georgi Daskalow      | Jertis Pawłodar     | 9      |
| 11 | Żambył Kukiejew      | Szachtior Karaganda | 9      |